# Пожар в ночном клубе «Хэппи Лэнд»
Пожар в ночном клубе «Хэппи Лэнд» — крупный пожар, произошедший в социальном клубе «Хэппи Лэнд» («Счастливая Земля») 25 марта 1990 года в Бронксе, Нью-Йорк, США.
Пожар стал самым смертоносным в Нью-Йорке со времён пожара на фабрике «Трайангл», который, по совпадению, произошел в тот же день в 1911 году.

## Пожар
Пожар произошёл в результате поджога, устроенного кубинским беженцем Хулио Гонсалесом, чья бывшая девушка Лидия Фелисиано работала в этом клубе.
Хулио Гонсалес ранее был судим на Кубе за дезертирство и в 1980 году бежал в США. До этого Гонсалес потерял работу на заводе в Куинсе и имел долги по аренде комнаты.
В вечер пожара он поссорился с Лидией Фелисиано. Свидетели сообщали, что слышали угрозы со стороны Гонсалеса. Около 3 часов ночи его выгнали из клуба. Он обещал вернуться, но охрана не придала словам Гонсалеса значения. Он отправился на заправочную станцию, затем вернулся в заведение с пластиковым контейнером бензина, разлил его возле единственного входа в клуб и поджёг его. Пожар начался примерно в 3:30 ночи.
Первая группа спасателей прибыла к месту пожара спустя 3 минуты после вызова. Всего к месту трагедии прибыли около 150 пожарных. Огонь был локализован за 5 минут.

## Последствия
Клуб стремительно наполнился наполнился ядовитым дымом. Некоторые из попавших в ловушку в попытке спастись пробили дыру в стене, ведущей в соседний профсоюзный зал. Большинство людей погибли в давке.
В клубе выжили всего 6 человек, включая Лидию Фелисиано. Погибли 87 человек — 61 мужчина и 26 женщин. Большинство жертв были молодыми гондурасцами, праздновавшими карнавал. Около 90 детей остались сиротами.

## Расследование
После поджога Гонсалес вернулся домой и уснул. Он был арестован на следующий день после того, как полиция допросила Фелисиано и узнала о ссоре.
Гонсалесу было предъявлено 174 обвинения в убийствах, по два на каждую жертву. 19 августа 1991 года он был признан виновным по 87 пунктам обвинения в поджоге и 87 пунктам обвинения в убийстве. По каждому пункту обвинения он получил максимальный приговор от 25 лет до пожизненного заключения.
Гонсалесу было отказано в условно-досрочном освобождении в марте 2015 года. 13 сентября 2016 года он скончался от сердечного приступа в тюрьме в возрасте 61 года.
По результатам расследования было выяснено, что пожар был усугублён нарушением противопожарных норм в клубе. В ноябре 1988 года «Хэппи Лэнд» было приказано закрыть из-за нарушений строительных норм. Нарушения включали отсутствие пожарных выходов, сигнализации или спринклерной системы. Однако никаких дальнейших действий не последовало.
Владелец и арендодатель клуба были признаны виновными за нарушения строительных норм и в мае 1992 года, были приговорены к общественным работам и выплате компенсации 150 000 долларов общественному центру для гондурасцев в Бронксе.
Пострадавшие и их семьи также подали иск на 5 миллиардов долларов против владельца, арендодателя, города и некоторых производителей строительных материалов. Этот иск был урегулирован в июле 1995 года на сумму 15,8 миллиона долларов, или 163 000 долларов на жертву.
После пожара последовали масштабные проверки подобных заведений, 1250 которых по результатам инспекции были закрыты.

## Память
Здание клуба было снесено в течение 24 часов после пожара. Территория на месте клуба была переименована в «Площадь Восьмидесяти Семи» в память о жертвах пожара.
В 1995 году на Южном бульваре был установлен обелиск.

## Отражение в культуре
Пожар упоминается в песне Duran Duran «Sin of the City», Джо Джексона «Happyland», Jay-Z «You, Me, Him and Her».
10 серия 2 сезона сериала «Закон и порядок» основана на событиях, произошедших в клубе «Хэппи Лэнд».